# Amália (LLM)
Amália é um modelo de linguagem de grande escala (LLM) português anunciado em novembro de 2024 pelo primeiro-ministro português Luís Montenegro. A sua versão final deverá ser lançada em 2026. Está a ser desenvolvido pelo Centro para a IA Responsável e pelos centros de investigação da NOVA School of Science and Technology e do Instituto Superior Técnico.

## História
Em Abril de 2025 foi anunciado que o Amália entrou em fase beta estando prevista o seu lançamento em Novembro de 2025, com uma versão melhorada.
Em 2024 foi anunciado que a Agência para a Modernização Administrativa transpôs este LLM para a Administração Pública Portuguesa. Segundo Paulo Dimas (CEO do Center for Responsible AI) os três pontos fundamentais deste projeto LLM são a variante linguística (Português Europeu), a representação cultural e a proteção de dados.